# Râul Darul
Râul Darul este un curs de apă, afluent al râului Vedița. 